# Laura Correia
Laura Correia (* 29. November 1995 in Luxemburg) ist eine luxemburgische Tennisspielerin.

## Karriere
Correia spielte bislang hauptsächlich auf der ITF Women’s World Tennis Tour.
Für ihr erstes Turnier der WTA Tour erhielt sie für die Qualifikation zu den BGL BNP Paribas Luxembourg Open 2012 eine Wildcard. Sie unterlag bereits in der ersten Runde Jasmina Tinjić mit 1:6 und 1:6. Auch für die Qualifikation zu den BGL BNP Paribas Luxembourg Open 2016 erhielt sie eine Wildcard, wo sie Kristýna Plíšková mit 2:6 und 2:6 unterlag.
Im Jahr 2012 spielte Correia erstmals für die Luxemburgische Fed-Cup-Mannschaft; ihre Fed-Cup-Bilanz weist bislang 5 Niederlagen aus.
Bei den Spielen der kleinen Staaten von Europa 2013 gewann sie jeweils Bronze im Einzel sowie im Doppel mit Sharon Pesch.